# イーサリアムクラシック
イーサリアムクラシックは、スマートコントラクト（スクリプト）機能を備えたオープンソースのブロックチェーンベースの分散コンピューティングプラットフォーム。
公共なイーサリアム仮想マシン（EVM）で実行される取引ベースの状態遷移を介して、 Nakamotoコンセンサスの修正バージョンをサポートしている。
イーサリアムクラシックのネイティブトークンは、ティッカーシンボル「ETC」の下で仮想通貨取引所で取引されている  イーサリアムは、イーサリアムクラシックのEVMで実行される計算を検証する「マイニング」と呼ばれるプロセスに、ネットワークノードへの報酬として生成される。
イーサリアムプロジェクトのメインネットは、2015年7月30日にフロンティア経由で最初にリリースされた。ただし、サードパーティプロジェクトのハッキングにより、Ethereum Foundationは2016年7月20日に新しいバージョンのEthereumメインネットを作成し、不規則な状態変更を実装して、Ethereumブロックチェーンの履歴からDAOの盗難を消去。 イーサリアム財団は、イーサリアム（ティッカー：ETH）イーサリアムブロックチェーンの新しい変更されたバージョンに商標を適用 変更されていないバージョンのイーサリアムは名前が変更され、イーサリアムクラシック（ティッカー：ETC）として継続された。
イーサリアムクラシックのネイティブイーサトークンは、ティッカーシンボルETCの下でデジタル通貨取引所で取引される暗号通貨。  Etherは、EthereumClassicのEVMで実行された計算を検証する「マイニング」と呼ばれるプロセスに対するネットワークノードへの報酬として作成。2017年12月11日に実装された現在のイーサリアムクラシックの金融政策は、機械的であること、アルゴリズム的であること、上限があることというビットコインと同じ目標を追っている。ETCは、ネットワーク取引手数料や他の資産、コモディティ、通貨、製品、サービスと交換することが可能である。
イーサリアムクラシックは、分散型チューリング完全仮想マシンであるイーサリアム仮想マシン（EVM）を提供し、パブリックノードの国際ネットワークを使用してスクリプトを実行。仮想マシンの命令セットはチューリング完全です-ビットコインスクリプトのような他のものとは対照的。内部トランザクションの価格設定メカニズムであるGasは、スパムを軽減し、ネットワーク上のリソースを割り当てるために使用。 

## 歴史
イーサリアムクラシックは、イーサリアムネットワークの歴史を変えずに維持している。まずイーサリアムのメインネットプロジェクトはフロンティアを通じて、2015年7月30日にリリースされた。しかし第三者のハッキングにより、イーサリアム財団は2016年7月20日に、イーサリアムブロックチェーンの歴史からダオ事件を消去するイレギュラーな変更とともに、新しいバージョンのイーサリアムメインネットを作成した。イーサリアム財団は新しく変更したバージョンのイーサリアムブロックチェーンを、Ethereum（ティッカー：ETH）として商標を申請した。 また古く、変更されていないバージョンのEthereumは、名前を変更してEthereum Classic（ティッカー：ETC）として継続された。

## 特徴
イーサリアムクラシックの主な機能は、分散型アプリケーション (Dapps) を構築するためのプラットフォームを提供することである。 またイーサリアムクラシックは誕生してから、イーサリアムとの差別化を図っており、2つのロードマップはますます枝分かれしている。コンセンサスアルゴリズムはイーサリアムと同じプルーフオブワーク (PoW) を採用しているが、イーサリアムとは異なり、イーサリアムクラシックはプルーオブステーク (PoS) に移行しないとされている。 またイーサリアムクラシックは、「loT （Internet of Things）」に取り組んでいるプロジェクトでもある。イーサリアムクラシックのブロックチェーンを使い、「loT （Internet of Things）」を発展させようと試みている。

## 誕生の経緯
イーサリアムクラシックが誕生したきっかけは、The DAO事件である。The DAOとはイーサリアムプラットフォーム上のプロジェクトであり、イーサリアムのスマートコントラクトを利用して、ベンチャーキャピタルの様なシステムを運用しようとしていた。2016年5月に行われたICOでは、当時ICOで最高額の約150億円もの資金を集めた大きなプロジェクトであった。
しかしThe DAOには脆弱性があり、その脆弱性を付かれ集めた資金の3分の1以上にもなる約360万ETH、当時の価格にして約52億円もの額が盗まれるThe DAO事件が起こってしまう。 イーサリアムコミュニティ内では様々な意見が出たが、結局イーサリアムをアップデートし、古いバージョンをイーサリアムクラシックとすることに決まった。

## 事件

### The DAO 反射攻撃
2016年7月20日、同じクライアントに依存していたため、ETCとETHの両方のネットワーク上で取引がばらまかれるという反射攻撃が起きた。2017年1月13日、イーサリアムクラッシクネットワークは、取引への反射攻撃を解決するために更新された。現在、両ネットワークは完全に別々に運用されている。

### RHGが盗まれたLTCを販売
2016年8月10日、イーサリアム支持派のロビン・フッド・グループは、Bitly SAの助言を受け、ETCをETHに売却しようとして、盗まれた290万のETCをPoloniexに送金した。その内14%のETCはETHや他の通貨への換金に成功し、86%はPoloniexによって凍結された。2016年8月30日、PoloniexはETCの資金をRHGに返金した。Poloniexはイーサリアムクラシックネットワーク上で返金契約を結んだ。

### クラシックイーサウォレットのウェブサイト攻撃
2017年6月29日、イーサリアムクラシックのツイッターアカウントは、クラシックイーサウォレットのウェブサイトが攻撃されていると信じる理由に関して正式な発表をした。イーサリアムクラシックのツイッターアカウントは、Threatpostによってリリースされた詳細を確認した。そしてイーサリアムクラシックチームはCloudflareと協力し、侵害されたドメインに、ユーザーはフィッシング攻撃に警戒するようにと警告を出した。

### 二重支払いに対しての攻撃
2019年1月、イーサリアムクラシックは二重支払いの攻撃に遭った。2020年7月から2020年8月にかけて、51%以上の被害を被った。

## 過去の高騰

### ハードフォーク
2017年12月にハードフォークを控えており、半減期を行う予定が発表されたことでイーサリアムの需要が上昇した。

### イーサリアムの価格
イーサリアムが本家であるので、イーサリアムの価格につられて価格が上昇することがある。

### 開発者の動き
2017年11月13日にも価格がのびた。この理由として、イーサリアムクラシックのチャールズ・ホスキンソンとマイニンググループのCEOであるジハン・ウーがサミットに参加したからである。

## 今後

### アップデート
フェニックスという新しいシステムの実装とアストランというイーサリアムクラシックの中で最大と言われているアップデートがある。
フェニックスはアストランのために用意されているもので、アストランを通してイーサリアムとメインネットとの互換性を高める。

### アメリカグレースケールが援助
アメリカの投資会社であるグレースケールが2020年の1月にイーサリアムクラシックへのサポートを2年伸ばすと発表した。

### SDK
SDKとはイーサリアムの開発環境や手順をまとめたツールであり、今後のSDKによりイーサリアムクラシックの価格が上下する可能性がある。